# Toshiya Fujita
Toshiya Fujita (藤田 俊哉 Fujita Toshiya?, Shimizu, Shizuoka, 4 de octubre de 1971) es un futbolista japonés que se desempeñaba como delantero.

## Clubes
| Club            | País         | Año         |
| --------------- | ------------ | ----------- |
| Júbilo Iwata    | Japón        | 1994 - 2003 |
| FC Utrecht      | Países Bajos | 2003        |
| Júbilo Iwata    | Japón        | 2004 - 2005 |
| Nagoya Grampus  | Japón        | 2005 - 2008 |
| Roasso Kumamoto | Japón        | 2009 - 2010 |
| JEF United      | Japón        | 2011        |